# Zasyadko (cráter)

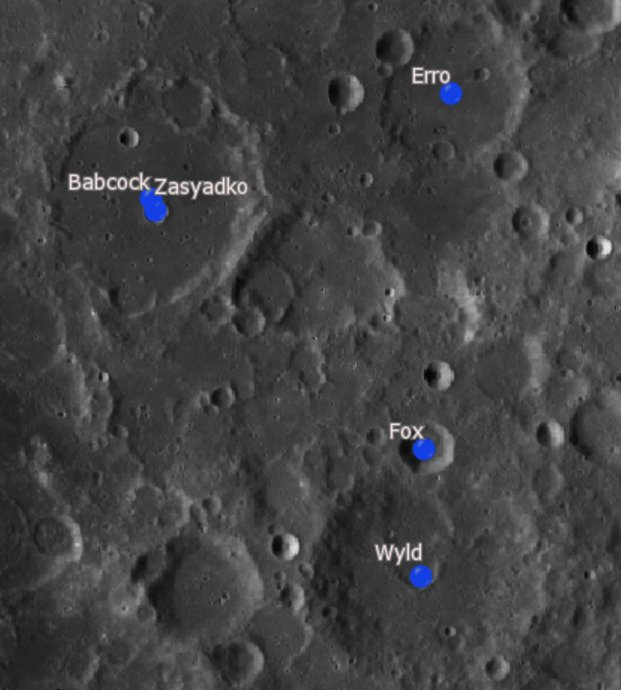
Entorno de Zasyadko

Zasyadko es un pequeño cráter de impacto lunar ubicado al noreste del Mare Smythii. Se encuentra más allá del limbo oriental, en un área que solo es visible durante períodos de libración favorables. Está ubicado completamente dentro del cráter Babcock. Al suroeste se halla McAdie.
|  |

Zasyadko es un impacto en forma de cuenco, con un suelo interior relativamente pequeño. Su borde no está significativamente erosionado.